# Colomascirtus armatus
Espèce
Statut de conservation UICN

 LC  : Préoccupation mineure
Synonymes
- Hyla armata Boulenger, 1902
- Hyloscirtus armatus Faivovich, Haddad, Garcia, Frost, Campbell, and Wheeler, 2005

Colomascirtus armatus est une espèce d'amphibiens de la famille des Hylidae.

## Répartition
Cette espèce se rencontre entre 1 700 et 2 400 m d'altitude sur le versant amazonien des Andes. Elle se rencontre du centre du Pérou au centre de la Bolivie.

## Publication originale
- Boulenger, 1902 : Descriptions of new Batrachians and Reptiles from the Andes of Peru and Bolivia. Annals and Magazine of Natural History, sér. 7, vol. 10, p. 394-402 (texte intégral).